# Яриш Руслан Анатолійович
Русл́ан Анато́лійович Яриш (пом. 14 лютого 2022) — солдат 79-ї окремої аеромобільної бригади Збройних Сил України, учасник російсько-української війни.

## З життєпису
1 березня 2014 року зробив пропозицію на все життя коханій дівчині Олені та того ж дня відбув на військову службу до української армії.
В травні 2014 року, підрозділ, в якому перебував Руслан, потрапив в засідку. В ході бою його було поранено, поранення виявилося важким, від шоку болі він не відчував — складне ураження хребта й лопатки, куля пройшла через легеню. Потребував реабілітації за кордоном, біля нього увесь час знаходилася дружина Олена. Одружилися в липні 2014 року у залі хірургічного корпусу Київського військового шпиталю, молодий під час церемонії лежав на лікарняній каталці.
У серпні 2016 року у мережі Інтернет з'явилося відео, на якому військовослужбовець все ж таки став на милиці. За словами лікарів, повне відновлення було також можливим.
14 лютого 2022 року покінчив життя самогубством (повісився в своїй власній машині).

## Нагороди
26 липня 2014 року — за особисту мужність і героїзм, виявлені у захисті державного суверенітету та територіальної цілісності України, вірність військовій присязі під час російсько-української війни, відзначений — нагороджений орденом «За мужність» III ступеня.